# 21258 Хакінс
21258 Хакінс (21258 Huckins) — астероїд головного поясу, відкритий 15 березня 1996 року.
Тіссеранів параметр щодо Юпітера — 3,134.